# شهرستان ویس (تگزاس)
شهرستان ویس، تگزاس (به انگلیسی: Wise County, Texas) یک سکونتگاه مسکونی در ایالات متحده آمریکا است که در تگزاس واقع شده‌است.

## خصوصیات
شهرستان ویس ۲٬۳۹۰٫۵۷ کیلومترمربع مساحت دارد.